# Прусы (Малопольское воеводство)
Пру́сы (пол. Prusy) — село в Польше в сельской гмине Коцмыжув-Любожица Краковского повета Малопольского воеводства.

## География
Село находится в 12 км от центра воеводства города Краков.

## История
Село ранее входило в гмину Могила, которая 1 января 1951 года вошла в состав Кракова. В 1975—1998 годах село входило в состав Краковского воеводства.

## Население
По состоянию на 2010 год в селе проживало 742 человека.
| 2010 | 2013 |
| ---- | ---- |
| 734  | 373  |

| Перепись  | Всего   | Всего | Женщины | Женщины | Мужчины | Мужчины |
| --------- | ------- | ----- | ------- | ------- | ------- | ------- |
| Единицы   | человек | %     | человек | %       | человек | %       |
| Население | 373     | 100   | 185     |         | 188     |         |

## Достопримечательности
- Воинские некрополи времён Первой мировой войны:
  - Воинское кладбище № 399;
  - Воинское кладбище № 400;
- Церковь Пресвятой Девы Марии Помощницы верных.